# رمان تاریخی

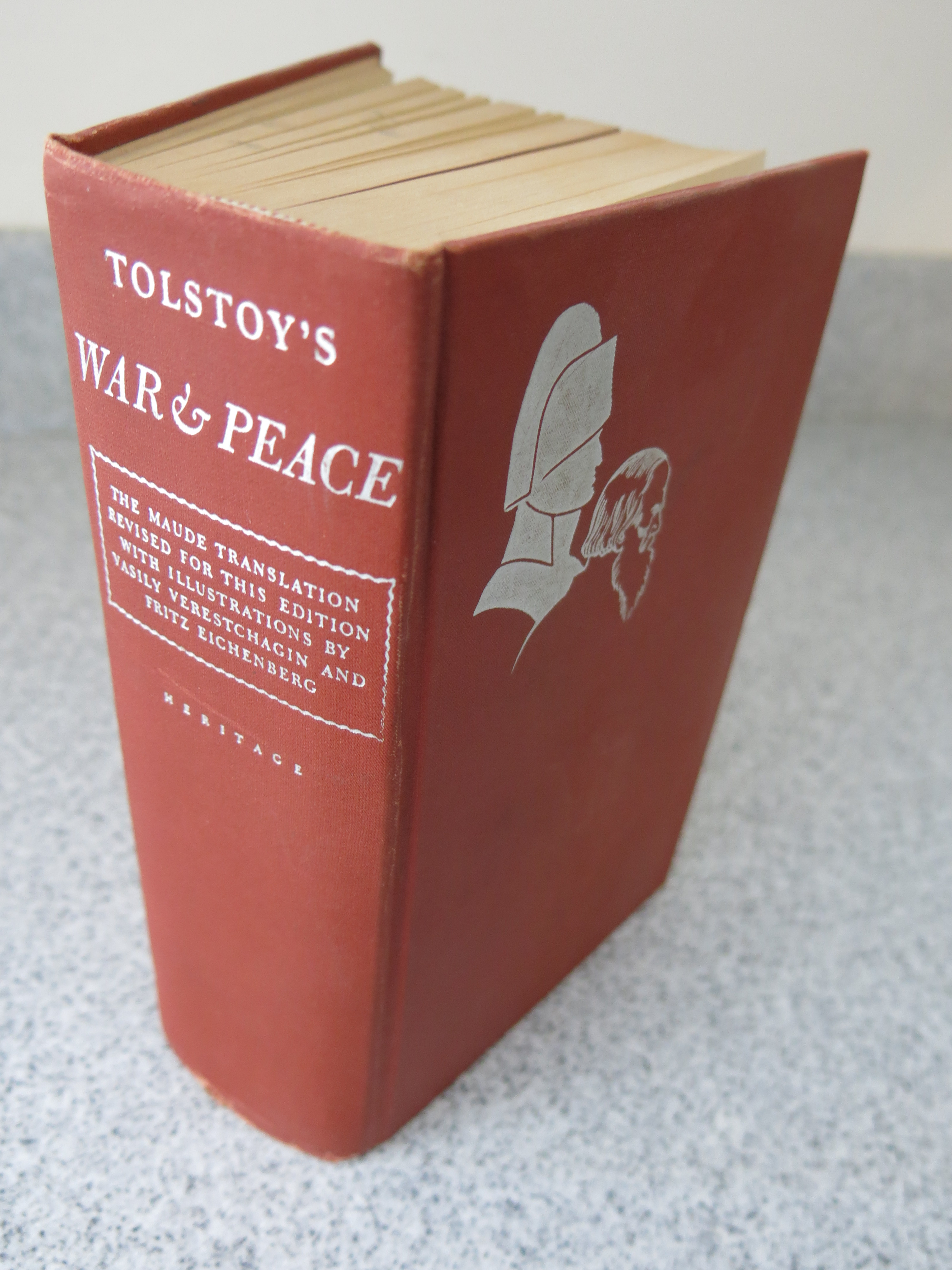
عکس کتاب "جنگ و صلح" نوشته لئو تولستوی.

یک رمان تاریخی، رمانی است که گذشته و شرایط دوران گذشته را بازگو می‌کند. بسیاری از رمان‌های تاریخی دارای شخصیت‌های تاریخی واقعی اصلی و فرعی‌اند.

## گسترش
یک مثال قدیمی از افسانهٔ منثور تاریخی، کتاب افسانهٔ سه پادشاه اثر لئو گوانژنگ در قرن چهاردهم است که مهم‌ترین دوران تاریخ چین را شامل می‌شود و تأثیر پایداری روی فرهنگ چینی داشته‌است.
رمان‌های تاریخی بیشتر در قرن نوزدهم مشهور شدند. بسیاری از جناب والتر اِسکات به عنوان اولین کسی که یک رمان تاریخی نوشت، یاد می‌کنند. گیورگی لوکاس در کتاب «رمان تاریخی» (به انگلیسی: The Historical Novel) خود دربارهٔ اینکه اِسکات اولین نویسنده‌ای است که تاریخ را نه به عنوان منظرهای مناسبی که یک نقال نقل می‌کند، بلکه با رجحان موقعیت‌های فرهنگی و اجتماعی داستان را نقل می‌کند. رمان‌های تاریخ اسکاتلندی و وِیوِرلی (۱۸۱۴) و همچنین راب روی (۱۸۱۷) وی بر روی شخصیتی میانی متمرکز می‌کند که بر روی نقطهٔ اشتراک گروه‌های اجتماعی مختلف قرار دارد تا بدین وسیله گسترش اجتماع را در فضای تبعیض نژادی شرح دهد. رمان آیوانهو (۱۸۲۰) ی او اعتباری برای علاقهٔ مجدد به قرون وسطی بدست آورد. گوژپشت نوتردامِ (۱۸۳۱) ویکتور هوگو مثالی دیگر از رمان‌های عشقی-تاریخی قرن نوزدهم را فراهم می‌آورد، همان‌طور که جنگ و صلحِ لئون تولستوی.
در ایالات متحدهٔ آمریکا، جیمز فنیمور کوپر نویسنده‌ای ارجمند در حوزهٔ رمان‌های تاریخی است. در ادبیات فرانسه، گرانقدرترین دنبال کنندهٔ شیوهٔ اِسکات در رمان‌های تاریخی بالزاک بود.

## بازهٔ زمانی
مقیاس‌های زمانی در رمان‌های تاریخی به شدت تغییر می‌کنند. در حالیکه بسیاری افراد بر روی یک سری حوادث خاص تمرکز می‌کنند، نویسندگانی چون جیمز میکنر و ادوارد رادرفورد از شخصیت‌های نسل‌های افسانه‌ای برای بیان داستان در طی صدها یا هزاران سال استفاده می‌کنند. دیگران، مانند مک کالاف و گُر ویدال رمان‌های مرتبطی را به صورت دنباله‌دار و به ترتیب تاریخی انشا می‌کنند.

## نویسندگان قدیمی
- استفن کرین
- آلفرد دوبلین
- گوستاو فلوبر
- جی. ای. هنتی
- الکساندر ارکولانو
- هاینریش مان
- جیمز ای میچنر
- فردیناندو پتروچلی دلا گاتینا
- والتر اسکات
- آدالبرت شتیفتر
- رزماری ساتکلیف
- میکا والتاری
- ژنرال لو والاس